# Matt (Kartenspiel)

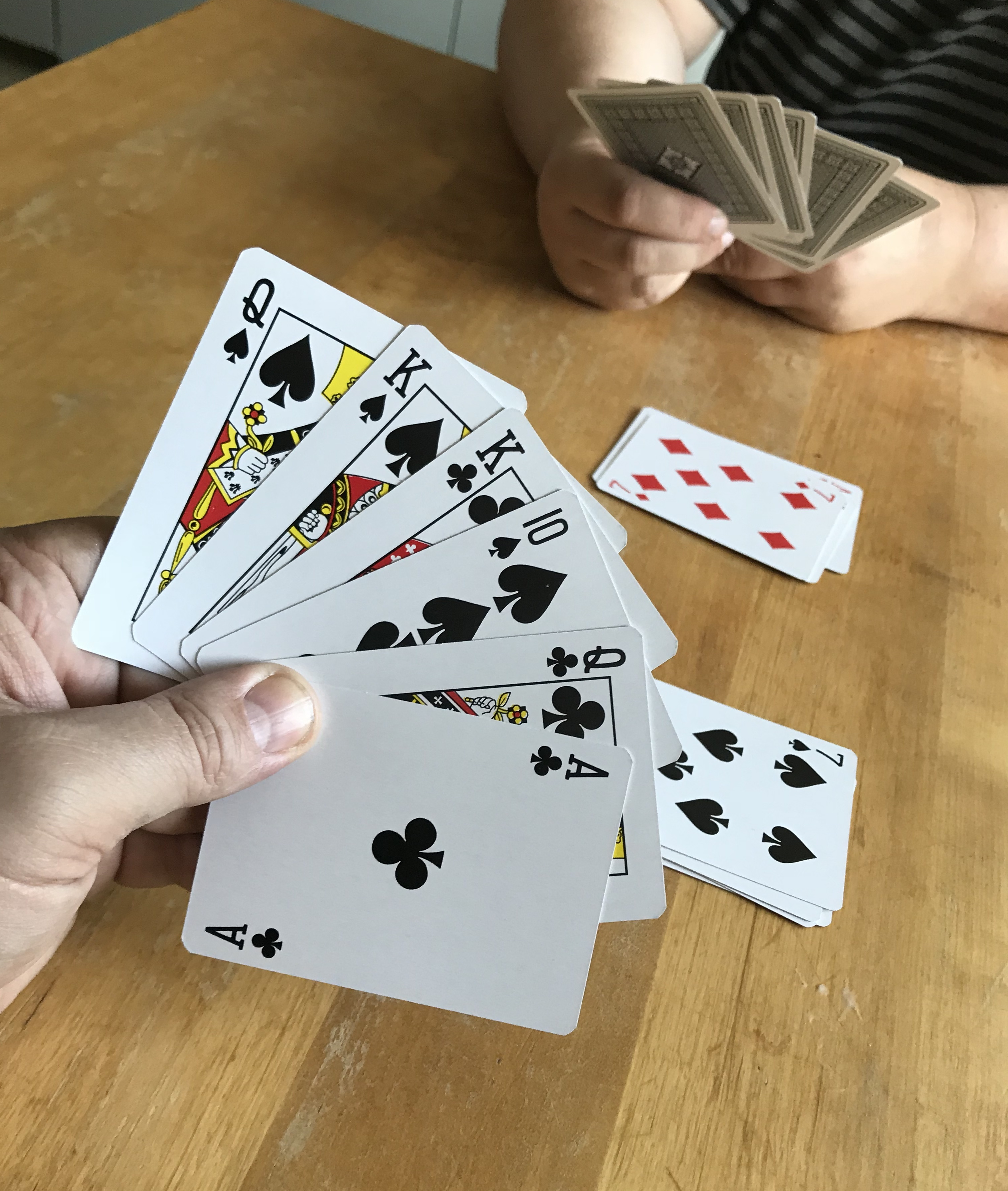
Kartenhand beim Kartenspiel Matt, vor dem vierten Zug mit einfacher Mattkarte

Matt ist ein Karten-Stichspiel für zwei Spieler, gespielt wird mit einem französischen oder deutschen Kartenblatt aus 20 oder 24 Karten. Entwickelt wurde das Spiel von G. Capellen und 1915 in dessen Broschüre Zwei neue Kriegspiele! veröffentlicht. 1969 griff der amerikanische Spielesammler und -entwickler Sid Sackson das Spiel in seinem 1969 erschienenen Buch A Gamut of Games (deutsch 1981 als Spiele anders als andere) auf und veröffentlichte die Regeln und eine Beispielrunde des Spiels.

## Spielweise

### Spielablauf

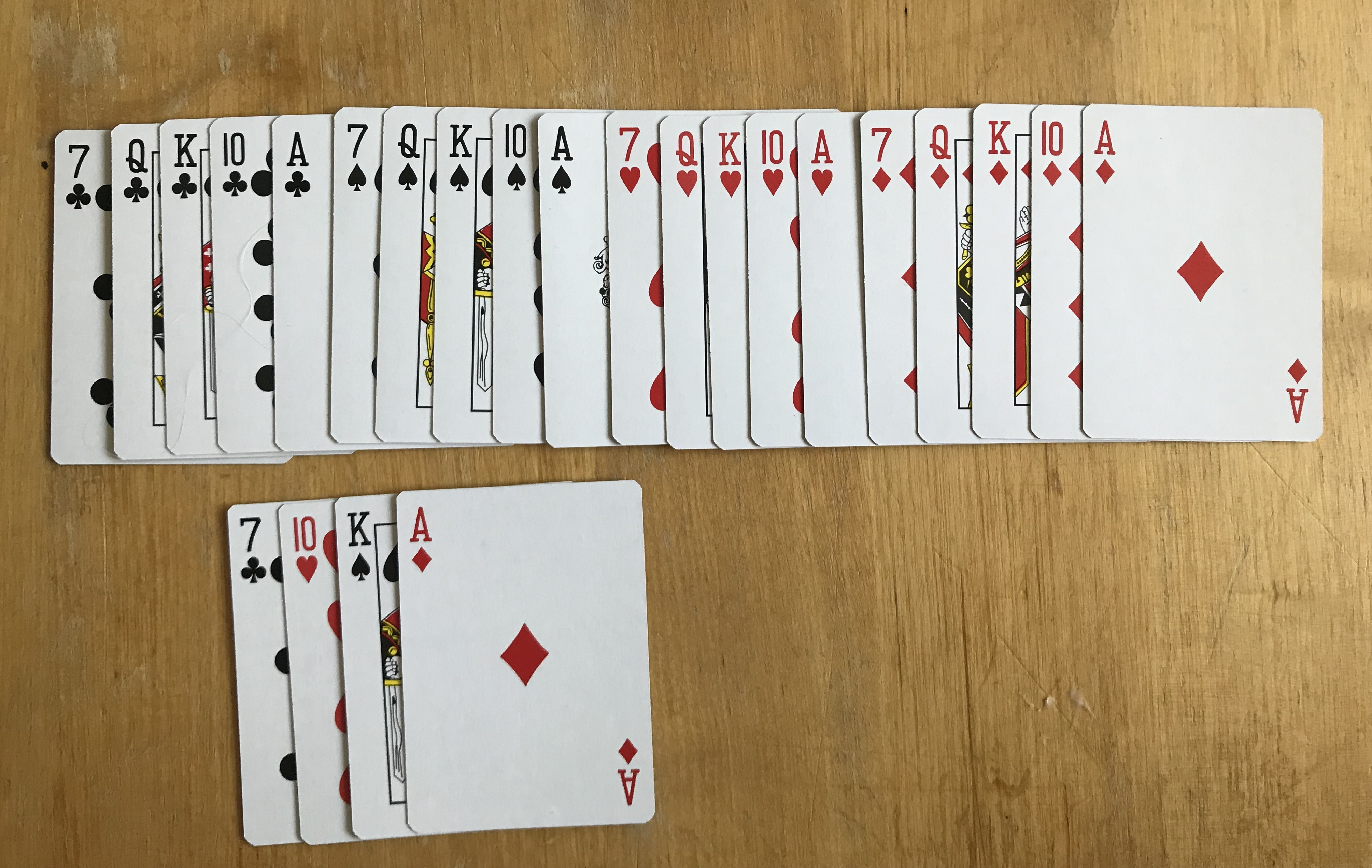
Kartendeck für Matt: Die obere Reihe zeigt die einfache Mattkarte (20 Karten) und die untere Reihe die zusätzlichen Karten für die doppelte Mattkarte (24 Karten)

Das Spiel wird mit zwei Personen mit einem Kartenblatt aus 20 Karten (Einfache Mattkarte) gespielt. Genutzt werden dabei jeweils die vier Asse, Könige, Damen sowie die 10er und 7er. Alternativ kann mit einem Blatt aus 24 Karten als Doppelte Mattkarte gespielt werden, in dem die Kreuz-7, der Pik-König, die Herz-10 und das Karo-Ass jeweils zweimal vorkommen. Die Werte der Karten rangieren in der Reihenfolge Kreuz , Pik , Herz  und Karo , innerhalb der Kartenfarbe gilt die Reihung As, 10, König, Dame und 7.
Das Spiel besteht aus zwei Runden, die jeweils aus zwei Durchgängen bestehen. Zu Beginn mischt der Geber die Spielkarten und teilt an beide Mitspieler jeweils die Hälfte der Karten aus. Die Karten werden auf die Hand genommen, sodass jeder Spieler die eigenen und damit auch die gegnerischen Karten kennt. Der Geber bzw. Anziehende eröffnet das Spiel mit einer beliebigen Karte und legt diese vor sich ab. Der Mitspieler bzw. Nachlegende muss darauf mit einer Karte der gleichen Farbe reagieren (Farbzwang) oder, ist ihm dies nicht möglich, den gleichen Kartenwert spielen (Bedienpflicht). Auch er legt die Karte vor sich ab und der Spieler mit dem höheren Kartenwert schlägt den Gegenspieler, ohne dessen Karte zu sich zu nehmen. Spielen die Spieler mit der doppelten Mattkarte, schlägt die zuerst ausgespielte doppelt vorhandene Karte die zweite. Der Spieler, der den letzten Zug gewonnen hat, spielt die nächste Karte auf der vorhergehenden aus und wieder muss der Gegner entsprechend reagieren.
Den Durchgang verliert der Spieler, der zuerst keine Karte mehr bedienen kann, also weder eine Karte der gleichen Farbe noch eine des gleichen Wertes ausspielen kann und somit von seinem Gegner mattgesetzt wurde. Tritt diese Situation nach 10 Zügen nicht ein, endet der Durchgang unentschieden.  Nach der Wertung werden die Karten getauscht und die Spieler spielen den zweiten Durchgang der Runde mit den Karten, die vorher der Gegner hatte. Erst nach dem zweiten Durchgang und damit nach der ersten Runde werden die Karten durch den Spieler neu gemischt und verteilt, der in der ersten Runde Vorhand spielte. Auch die zweite Runde erfolgt über zwei Durchgänge, danach endet das Spiel mit der Gesamtwertung.

### Wertung
Das Spiel wird über zwei Runden gespielt, wobei die einzelnen Durchgänge entsprechend gewertet werden. Ein Spieler bekommt für ein Matt eine Punktzahl, die sich aus der Anzahl der Züge multipliziert mit dem Wert der mattsetzenden Karte ergibt. Dabei wird ein As mit 11 Punkten, eine 10 mit 10 Punkten, ein König mit 4 Punkten, eine Dame mit 3 Punkten und eine 7 mit 7 Punkten gewertet. Die Spieler bekommen also umso mehr Punkte, je später sie den Gegner mattsetzen können. Der Sieger des Spiels ist derjenige, der nach zwei Runden und damit vier Durchgängen die meisten Punkte erreicht.

### Varianten
Das Spiel kann durch die Regeln des Vorablegens und des Übermatt komplexer gestaltet werden. Diese gehört zum Standardspiel, wird von Sackson allerdings erst für fortgeschrittene Spieler empfohlen. Beim Vorablegen darf jeder Spieler, beginnend mit dem Anziehenden, zu Beginn seines Zuges eine seiner Karten vorablegen, also zur Seite legen und im Durchgang nicht benutzen. Er benennt die Karte und zeigt sie dem Gegner, danach legt er sie verdeckt zur Seite. Der Nachleger darf ebenfalls vorablegen, darf allerdings keine Karte der gleichen Farbe oder des gleichen Wertes ablegen. Für die Wertung wird das Vorablegen als eine weitere Runde im Spiel gezählt und entsprechend zur Zuganzahl addiert. Haben beide Spieler vorabgelegt, besteht das Spiel entsprechend nur aus 9 Zügen. Hat nur ein Spieler abgelegt, wird über 10 Runden gespielt und der Spieler mit nur neun Karten nutzt im zehnten Zug die letzte gelegte Karte zweimal hintereinander und die Zugzahl wird durch die Ablage auf 11 (10+1) erhöht. Das Übermatt entsteht, wenn es dem Vorablegenden gelingt, den Gegner im letzten Zug mit seiner doppelt gespielten Karte mattzusetzen, oder der nicht-Ablegende mit der zehnten Karte mattsetzt. Bei einem Übermatt wird die Punktezahl in der Wertung verdoppelt.
Sid Sackson beschrieb neben dem Standardspiel mit einfacher und doppelter Mattkarte sowie den beschriebenen Regeln für das fortgeschrittene Spiel einige Abwandlungen des Spiels, die nach Absprache gespielt werden können:
- Freimeldung: Jeder Spieler darf einmal im Spiel mit dem Wert statt der Kartenfarbe bedienen, obwohl er noch eine Karte der Farbe auf der Hand hat. Er muss dies beim Ausspielen mit der Ansage „frei“ ankündigen.
- Königsprivileg: Ein ausgespielter König muss, wenn möglich, mit einem anderen König bedient werden, und erst in zweiter Priorität mit der Kartenfarbe. Spielt man mit der doppelten Mattkarte, wird der doppelte König als Farbbedienung betrachtet.
- Figurenprivileg: Eine ausgespielte Figurenkarte (König, Dame) muss wie beim Königsprivileg, wenn möglich, mit dem Wert bedient werden, und erst in zweiter Priorität mit der Kartenfarbe. Spielt man mit der doppelten Mattkarte, werden doppelte Figurenkarten als Farbbedienung betrachtet.
- Freimeldung mit Königs- oder Figurenprivileg: Wie bei der einfachen Freimeldung kann die Bedienpriorität von jedem Spieler einmal umgekehrt werden, auch bei den Privilegkarten. In diesem Fall bedeutet es, dass ein Spieler einmal die Farbbedienung statt der Wertbedienung vorziehen darf.

## Entwicklung und Rezeption

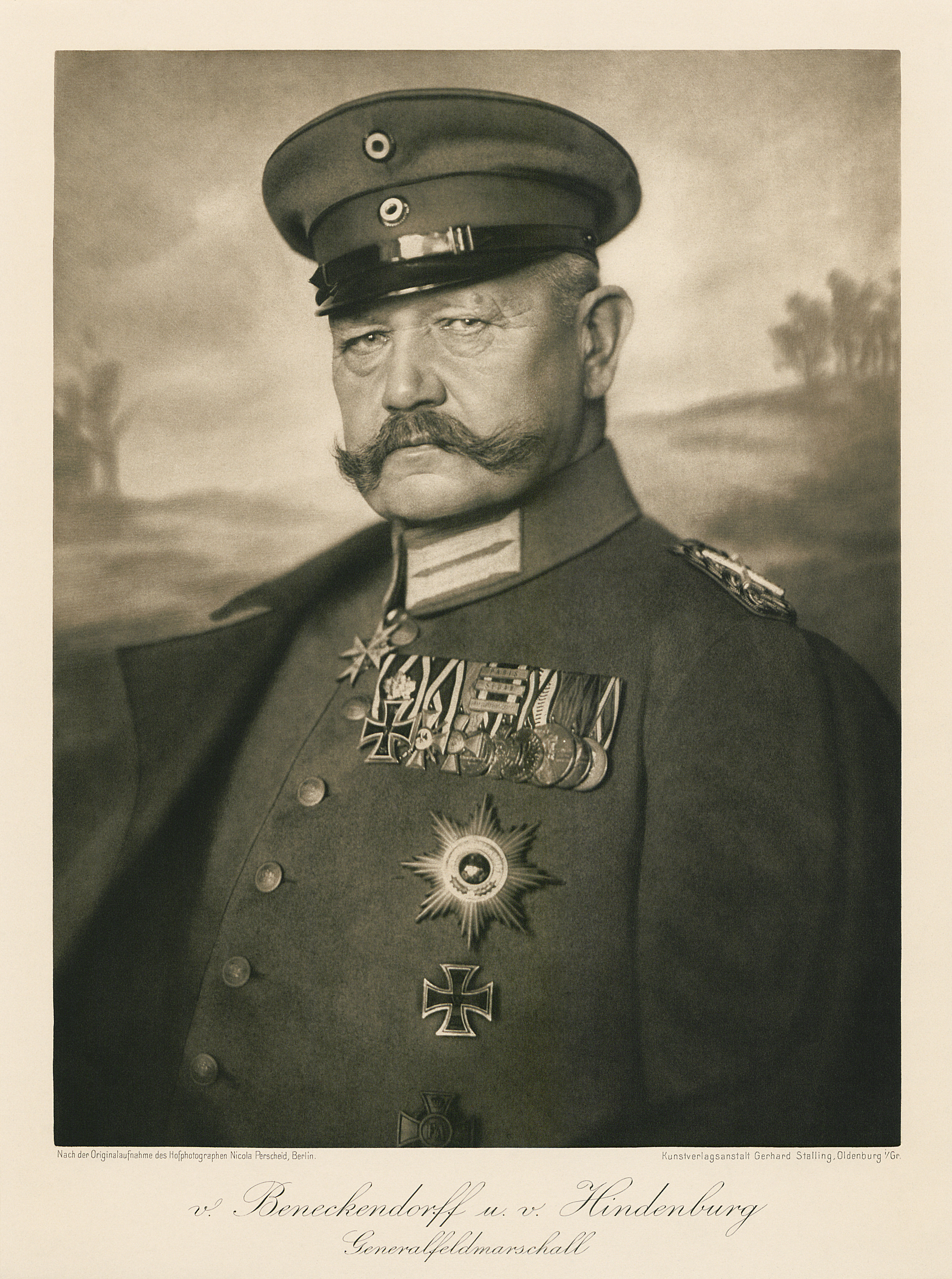
Das Buch von G. Capellen mit dem Spiel wurde Generalfeldmarschall Paul von Hindenburg gewidmet und als „Kriegspiel“ beschrieben

Das Spiel wurde von dem Deutschen G. Capellen  entwickelt und 1915 in dessen Büchlein Zwei neue Kriegspiele! gemeinsam mit der Schachvariante Freischach (nicht identisch mit dem Brunner-Freischach) veröffentlicht, das er „Exz. Generalfeldmarschall von Hindenburg“ widmete. 1969 griff der amerikanische Spielesammler und -entwickler Sid Sackson das Spiel in seinem 1969 erschienenen Buch A Gamut of Games auf und veröffentlichte die Regeln und eine Beispielrunde des Spiels. 1981 wurde das Buch als deutschsprachige Ausgabe unter dem Titel Spiele anders als andere veröffentlicht.
Sid Sackson beschrieb Matt als ein vergessenes Spiel, das es „durchaus verdient, wieder zum Leben erweckt zu werden“ und als „reines Denkspiel“. Sackson spekulierte

„wahrscheinlich war damals nicht der richtige Zeitpunkt für kriegerische Spiele, während die Realität des Ersten Weltkriegs die Szene beherrschte. Deshalb wohl erreichte Herrn Capellens Schrift nie eine breitere Öffentlichkeit.“

Er selbst stieß über einen Buchhändler, der sich auf Schachliteratur spezialisiert hatte, auf ein antiquarisches Exemplar des Buches, das er nachfolgend mit Hilfe eines Wörterbuchs übersetzte.
In dem Kartenspiellexikon Die große Humboldt-Enzyklopädie der Kartenspiele von Hugo Kastner und Gerald Kador Folkvord von 2005 wurde Matt mit dem Verweis auf Sid Sackson ebenfalls aufgenommen und als „echtes Unikum unter den Kartenspielen“ bezeichnet, da „Matt im Gegensatz zu den meisten Kartenvergnügen ein reines Denkspiel [ist], durchaus vergleichbar mit Klassikern auf diesem Sektor wie Schach oder Go.“

## Belege
1. 1 2 3 4 5 6 7 8 9 10  Matt In: Sid Sackson: Spiele anders als andere. Zweite Auflage, Heinrich Hugendubel Verlag, München 1982; S. 13–17. ISBN 3-88034-091-9.
2. ↑  G. Capellen hatte bereits 1901 eine Publikation zu Kartenspielen veröffentlicht, die sich ebenfalls auf kriegerische Ereignisse bezogen, hier auf den Burenkrieg und die Schlacht von Ladysmith: Burenskat oder Ladysmith und 3 andere neue Kartenspiele nebst 4 neuen Kartenkunststücken, Meyer, Detmold 1901. Ob der Autor identisch ist mit Georg Capellen, ist nicht bekannt.
3. ↑  G. Capellen: Zwei neue Kriegspiele! A. Wilh. Ecks, Hannover 1915, online.
4. ↑  Matt In: Hugo Kastner, Gerald Kador Folkvord: Die große Humboldt-Enzyklopädie der Kartenspiele (= Humboldt-Taschenbuch. Freizeit & Hobby. Band 4058). Schlütersche Verlagsgesellschaft, Baden-Baden 2005; S. 430–434. ISBN 3-89994-058-X.